# Testimone a rischio
Testimone a rischio és una pel·lícula italiana dirigida per Pasquale Pozzessere, estrenada el 1997, amb Fabrizio Bentivoglio, Claudio Amendola i Margherita Buy en els papers principals. El guió es basa en el llibre L'avventura di un uomo tranquillo de Pietro Calderoni.
Aquesta és la història real de Pietro Nava, l'únic testimoni ocular inconscient de l'assassinat per màfia de la magistrada italiana Rosario Livatino el 1990. La pel·lícula se centra a mostrar com la vida d’un ciutadà honrat queda totalment descarrilada arran d'un simple testimoni, convertint la vida quotidiana de Nava en una llarga condemna d'aïllament i privació, provocada en gran part per la dèbil protecció que en aquell moment oferia l'Estat davant l'amenaça de la màfia.

## Argument
Pietro Nava (Fabrizio Bentivoglio), l'únic testimoni ocular inconscient de l'assassinat per màfia de la magistrada italiana Rosario Livatino el 1990. Ciutadà normal, Nava decideix no respectar l'omertà, convertint-se en un objectiu prioritari per ser assassinat perquè és probable que reconegui els assassins i testifiqui contra ells. En aquell moment, a Itàlia no existia cap programa per protegir els testimonis en risc. Aleshores Nava pateix els errors de la justícia italiana i es beneficia de la protecció policial permanent que l'obliga a sacrificar la seva vida privada (deixa la seva dona Franca (Margherita Buy) i la seva família, perd la seva casa i la seva feina, ha de canviar d'identitat i moure's regularment sense poder treballar o sortir sol i lliurement) per continuar vivint.

## Repartiment
- Fabrizio Bentivoglio: Piero Nava
- Claudio Amendola: Sandro Nardella
- Margherita Buy: Franca Nava
- Pierfrancesco Pergoli: Luca Nava
- Sara Franchetti
- Biagio Pelligra: commissario Delillo
- Antonio Petrocelli: Sferlazza
- Arnaldo Ninchi: Cataldi

## Recepció
La pel·lícula es va estrenar a Itàlia en 26 pantalles i va recaptar 107.929 dòlars durant el cap de setmana, situant-se en el lloc 14 a la taquilla.

## Reconeixements
- David di Donatello al millor actor protagonista el 1997 per Fabrizio Bentivoglio.[4]
- Nominació a David di Donatello al millor productor el 1997 per Pietro Valsecchi.
- Nominació a David di Donatello a la millor actriu protagonista el 1997 per Margherita Buy.
- Nominació a David di Donatello al millor actor no protagonista el 1997 per Claudio Amendola.
- Nominació al Globo d'Oro al millor actor el 1997 per Fabrizio Bentivoglio.
- Ciak d'oro al millor actor el 1997 per Fabrizio Bentivoglio.
- Ciak d'oro al millor guió el 1997 per Pietro Calderoni, Pasquale Pozzessere, Furio Scarpelli i Giacomo Scarpelli.
- Nominació a Ciak d'oro al millor actor secundari el 1997 per Claudio Amendola.
- Sacher d'or al millor actor el 1997 per Fabrizio Bentivoglio.